# Noordzee, Texas
Noordzee, Texas ist ein belgisches Filmdrama des Regisseurs Bavo Defurne aus dem Jahr 2011. Das Drehbuch, das Defurne in Zusammenarbeit mit dem Produzenten Yves Verbraeken schrieb, basiert auf dem Jugendbuch Nooit gaat dit over („Es geht nie vorbei“) von André Sollie aus dem Jahr 2004. Der Film kam 2012 als Original mit deutschen Untertiteln in die deutschen Kinos.
Im Film geht es um den bei seiner Mutter aufwachsenden Jungen Pim, der sich in seinen besten Freund Gino verliebt.

## Handlung
Pim lebt mit seiner Mutter Yvette in einem heruntergekommenen Haus an der belgischen Nordseeküste. Yvette arbeitet in der Dorfkneipe Texas als Akkordeon-Spielerin. In jüngeren Jahren schleicht sich Pim in das Zimmer seiner Mutter, die einmal eine Schönheitskönigin war, und zieht ihre Schärpe und ihr Diadem an. In der Nachbarschaft wohnt der zwei Jahre ältere Gino mit seiner Mutter Marcella und seiner Schwester Sabrina. Marcella wird so etwas wie Pims zweite Mutter, Gino sein enger Freund. Kurz vor Pims 15. Geburtstag masturbieren die beiden in einer Garage voreinander und Pim hebt das von Gino dabei benutzte Taschentuch auf. Auch andere für ihn wichtige Erinnerungen bewahrt er wie Schätze in einer kleinen Kiste auf, so die Schärpe und das Diadem seiner Mutter.
Als Yvette und ihr Freund Etienne zu einem Konzert fahren, wird Pim von Sabrina eingeladen, über Nacht bei ihnen zu bleiben. Auf Ginos Vorschlag hin übernachten die beiden Jungen in einem Zelt am Strand. Sie küssen sich zum ersten Mal und haben Sex. Als Gino 18 wird, kauft er ein Motorrad, auf dem er Pim regelmäßig mitnimmt. Die beiden vertiefen ihre Beziehung, halten sie jedoch geheim. Als Gino nach einiger Zeit beginnt, regelmäßig nach De Panne zu fahren, kommt es zu einer zunehmenden Entfremdung zwischen den Jungen. Schließlich erfährt Pim von Marcella, dass Gino mit seiner Freundin Françoise in Dünkirchen lebt. Diese Nachricht wirft ihn in eine Phase größter Einsamkeit, die er durch das Zeichnen, seine Flucht aus dem Alltag, zu überwinden sucht. Als er Gino mit Françoise durch ein offenes Fenster beobachten kann, verstopft er den Auspuff von Ginos Motorrad mit dem Taschentuch aus seiner „Schatzkiste“. In der Folge wird er aber nur noch niedergeschlagener.
Sabrina versucht, Pim näherzukommen, da sie heimlich Gefühle für ihn hegt, doch er geht nicht auf sie ein. Zufällig stößt Sabrina später auf Pims Zeichnungen. Eine davon zeigt Gino mit nacktem Oberkörper. Sabrina zeigt sich danach Pim gegenüber feindselig. Yvette verlässt unterdessen ihren Lebensgefährten Etienne, da dieser sich an ihr vergriffen hat. Als der junge Schausteller Zoltan, der vor einiger Zeit bereits bei Yvette gelebt hat, mit dem Jahrmarkt wiederkommt, mietet er sich erneut bei ihr ein. Diese ist sehr interessiert an dem attraktiven Mann, doch auch Pim fühlt sich von Zoltan angezogen und versucht, ihn unter der Dusche zu beobachten.
Inzwischen ist Pim 16 Jahre alt, als ihn mitten in der Nacht ein Telefonanruf von Gino erreicht. Sie treffen sich daraufhin am Strand und Gino drängt Pim, seine Zeit mit Sabrina zu verbringen; ihre Jahre zurückliegende Beziehung sei nur ein Spiel gewesen. Als Pim ihm verrät, er plane, mit Zoltan und dem Zirkus die Stadt zu verlassen, scheint Gino eifersüchtig zu werden; damit konfrontiert, leugnet er, Pim jemals geliebt zu haben, weshalb dieser ihn wütend zu Boden stößt und davonläuft. Einige Zeit später überrascht Pim seine Mutter mit Zoltan beim Sex und verlässt daraufhin fluchtartig das Haus. Als er am Morgen zurückkehrt, muss er feststellen, dass seine Mutter mit Zoltan verschwunden ist und ihn allein und mittellos zurückgelassen hat, da er für sie nur eine Bürde darstellte.
Marcella nimmt Pim bei sich auf. Er darf in Ginos ehemaliges Zimmer einziehen, sehr zu Sabrinas Missfallen. Einige Zeit später muss die nierenkranke Marcella ins Krankenhaus. In ihren letzten Atemzügen führt Marcella Pims und Ginos Hand zusammen, dann stirbt sie. Nun fühlt sich Pim völlig allein gelassen; er verbrennt seine „Schatzkiste“ und läuft nackt ins Meer, während er das Alphabet aufsagt. Nach Marcellas Beerdigung leben Pim und Sabrina zusammen im Haus und beginnen wieder ein freundschaftliches Verhältnis. Sabrina hat die Arbeitsstelle ihrer Mutter übernommen. Als sie sich eines Tages auf der Arbeit befindet, kommt Gino zu Besuch. Er erklärt, wegen Pim zu kommen. Die beiden versöhnen sich wieder und landen in einer leidenschaftlichen Umarmung.

## Hintergrund
Der Film wurde von Indeed Films in Zusammenarbeit mit VRT, één und Mollywood produziert. Gedreht wurde im Sommer 2010 in der belgischen Küstenstadt Oostende, dem Wohnort des Regisseurs Defurne. Es handelt sich nach mehreren Kurzfilmen um Defurnes ersten abendfüllenden Spielfilm. Für das Casting der männlichen Hauptdarsteller mussten mehr als 200 Probeaufnahmen angesetzt werden, da viele der jugendlichen Schauspieler Angst vor einer „schwulen Rolle“ hatten oder ihnen die Rolle von ihren Eltern verboten wurde.
Der Film startete am 16. März 2011 in den belgischen Kinos. Am 10. Mai 2012 kam er als Original mit deutschen Untertiteln in die deutschen Kinos; die DVD-Veröffentlichung folgte am 31. Mai 2012 und die Blu-ray-Veröffentlichung am 24. September 2013 im Verleih der Edition Salzgeber. Ferner wurde der Film in Frankreich, in den USA, im Vereinigten Königreich und in den Niederlanden veröffentlicht und auf verschiedenen internationalen Festivals gezeigt.

## Rezeption
Noordzee, Texas wurde generell positiv beurteilt. Die Kritikensammlung Rotten Tomatoes verzeichnet eine zu 83 % positive Bewertung, basierend auf 29 professionellen Kritiken.
Henry Barnes von The Guardian urteilte, dass der Film schön anzusehen sei, brillante schauspielerische Leistungen aufweise, jedoch schwer greifbar sei, wenn Pim in eine Traumwelt abgleite. Allan Hunter sprach im Daily Express von einem „kleinen, delikaten, herzerwärmenden Film“. Die LGBT-Zeitung Bay Area Reporter urteilte, Defurnes „opulent gefilmtes Szenario“ erinnere an „ein Märchenland am Meer“ und bezeichnete das Texas-Lokal als „besonders eindrucksvoll“, das dem Film seinen „geographisch paradoxen Titel“ gebe.
Der film-dienst urteilte, der Film erzähle „in einer innovativ-persönlichen Form eine zeitlose Geschichte um Glück und Wirrungen“, was ihm „trotz einiger Schwächen ebenso gelassen-poetisch wie zärtlich-melancholisch“ gelinge. Cinema beschrieb den Film als „sanft und kraftvoll zugleich“; er erinnere „an amerikanische Roadmovies und den frühen Wenders“ und es gelinge ihm „auf nahezu magische Weise“, die Zuschauer durch Schönheit zu berühren.
Ignatiy Vishnevetsky verglich den Film mit den früheren Arbeiten des Regisseurs und stellte die Frage, warum Campfire fesselnd sei, North Sea Texas hingegen „oft langweilig“. Er erklärte, dass Defurne nach einer Vielzahl von Kurzfilmen erstmals einen abendfüllenden Spielfilm vorgelegt habe, es dabei aber nicht schaffe, die Figuren oder die Handlung in der zusätzlichen Zeit weiterzuentwickeln.
Lars-Christian Daniels von Filmstarts vergab zweieinhalb von fünf Sternen und urteilte, dass das Coming-of-Age-Drama „mit einer einfühlsamen Inszenierung und ausdrucksstarken Jungdarstellern“ überzeuge, aber „die erzählerische Durchschlagskraft vermissen“ lasse; der Film sei „über weite Strecken nett anzuschauen“, biete aber „nicht viel mehr als eine hübsche Verpackung, hinter der nur wenig Substanz zu finden ist“.

## Auszeichnungen
Auf dem World Film Festival in Montreal 2011 erhielt der Film zwei Preise: den Silver Zenith in der Kategorie Debütfilm sowie den FIPRESCI-Preis in der Kategorie Debütfilm. Beim Internationalen Filmfestival in Rom wurde er mit dem Jugendfilm-Preis Marc’Aurelio Alice nella Città 13 + ausgezeichnet. Der Film wurde auch beim London Lesbian and Gay Film Festival gezeigt.
Im Januar 2012 wurde North Sea Texas neben vier weiteren flämischen Filmen für das Palm Springs International Film Festival ausgewählt. 2013 wurde der Film beim Tel Aviv International LGBT Film Festival, TLVFest präsentiert.